# Bad Sauerbrunn
Bad Sauerbrunn (fino al 1987 Sauerbrunn) è un comune austriaco di 2 149 abitanti nel distretto di Mattersburg, in Burgenland. Dal 25 gennaio 1921 al 29 aprile 1925 è stato capoluogo del Burgenland, sostituito il 30 aprile di quell'anno da Eisenstadt.